# Gülich
Gülich är en svensk släkt som utgår från Hans Willumsen Gülich, inflyttat till Ystad 1663.  Vid inflyttningen till Ystad,  bokfördes han i detta namn, samt att han avflyttat från Oznabrück i Niedersachsen. I Oznabrück gavs ett flyttbetyg till Johan Wilhelms von Gülich, tre veckor tidigare. Genom att Hans/Johans yngre bror Franz von Gülich vid sin död 1732 testamenterade sin egendom och tillgångar till sina brorsöner Mats von Gülich och Hans von Gülich att låta dem dela lika på hans kvarlåtenskaper. 
Från Hans Willumsen Gülich utgår det släktled som idag bärs av de alla medlemmar i den svenska delen av familjen, med lika olika stavningar. Svärdslinjen bär fortfarande namnet Gülich och stavar det som det ursprungligen stavades i Ystads Kyrkbok. Svärdslinjen stannade i Skåne och dess huvudman återfinns fortfarande i landskapet..
Släkten har från Skåne i Sverige spritts till Danmark där den adlades Leuvenqreutz. Från Sverige har också släkten spridning på västkusten och i Stockholm. Från Stockholm avflyttade också Stadsträdgårdsmästaren Pehr Johan Gylich, född 1786 i Borås, död 1875 i Åbo, var en svensk officer och arkitekt. År 1812 flyttade Gylich till Åbo i Finland, där han var stadsarkitekt från 1829 till 1859. Pehr Johan Gylichs dotterson var Eugen Waldemar Schauman som var den som sköt och mördade det dåvarande ryska storfurstendömet Finlands ryske generalguvernör Nikolaj Bobrikov i Helsingfors senatshus.
Den svenska delen av släkten utgår från den tyska furstesläkten von Gülich i Osnabrück  
Den har härletts till Hans Johans Weimar kallad von Gülich som föddes och växte upp i slottet Hambach i furstendömet Jülich, strax öster om staden Jülich. 
Hans Johans Weimar var son till en yngre son till Fursten av Sachsen, Johan Weimar och en icke erkänd dotter till Fursten av G(J)ülich-C(K)leve-Berg, Mark Ravensberg och Ravenstein, Maria Wilhelms von Gülich 